# La vida y nada más
La vida y nada más (en francés, La Vie et rien d'autre) es una película francesa de 1989, dirigida por Bertrand Tavernier. Protagonizada por Philippe Noiret, Sabine Azéma y Pascale Vignal en los papeles principales. Ganadora del premio César al mejor actor (Philippe Noiret) y César a la mejor música escrita para una película (Oswald d'Andrea). Del premio BAFTA a la mejor película de habla no inglesa (René Cleitman y Bertrand Tavernier) y otros premios y nominaciones más.   

## Argumento
En 1920, dos años después de terminar la Primera Guerra Mundial, el comandante Dellaplane (Philippe Noiret) es el responsable de reunir los datos de los soldados franceses declarados como desaparecidos durante la contienda. La tarea es enorme ya que son aproximadamente 350.000 soldados. Al mismo tiempo, el Estado francés planea construir un monumento en el Arco de Triunfo en París, dedicado al soldado desconocido, y encarga a Dellaplane que elija entre los restos de los soldados que se hayan encontrado, y que no hayan podido ser identificados, el que ocupará el sitio de honor en el monumento, dándole además una fecha para que cumpla con lo requerido.
El comandante Dellaplane, un militar con un alto concepto del honor militar, y absolutamente contrario al concepto de «soldado desconocido», realiza sus investigaciones, consciente de la importancia de su misión frente a los seres queridos de los soldados desaparecidos, que quieren saber si están vivos o muertos, si están terriblemente desfigurados, o acaso hayan sido olvidados en algún hospital para enfermos mentales, o si acaso de trata de casos voluntarios de desaparición.
Después de pasar por una difícil y peligrosa situación, durante la investigación de un tren militar francés atrapado y destruido en un túnel durante la guerra, el militar empieza a entrevistar a los familiares y se encuentra con una dama parisina de la alta sociedad,  Irène de Courtil (Sabine Azéma), que busca en su limusina a su marido desaparecido. También se encuentra con una joven profesora, Alice (Pascale Vignal) que busca a su novio, desaparecido en una batalla con muchos muertos y heridos, la batalla de Verdún. Pronto, el devoto oficial comienza a percibir un trasfondo de cinismo de parte de quienes ven su trabajo desde distintos puntos de vista: como algo que hay que decidir rápidamente y dejar atrás para concentrarse en la reconstrucción de la economía nacional, o como algo en lo que dar preferencia a los requerimientos de personas poderosas, o como algo que puede ser una fuente de trabajo para artistas y obreros, al planificarse la construcción de monumentos por toda Francia.
Dellaplane aferrado a sus convicciones, tiene que soportar la presión de militares y políticos, que lo apuran para que tome una decisión. Él, en cambio, desea identificar correctamente a cada uno de los desaparecidos. Se desentiende además de las diferencias de clase en sus investigaciones, y desprecia a quienes quieren aprovecharse de la situación de las víctimas. Después de resolver la identidad y el sorprendente destino de los hombres buscados por las dos mujeres, decide guardarse para él una parte de la información. Una atracción mutua entre él y una de ellas queda sin resolver y «el soldado desconocido» es llevado a París, llevándose consigo la identidad de los otros soldados desaparecidos.

## Reparto
| - Philippe Noiret: Comandante Dellaplane - Sabine Azéma: Irène de Courtil - Pascale Vignal: Alice - Maurice Barrier: Mercadot - François Perrot: Capitán Perrin - Jean-Pol Dubois: André - Daniel Russo: Teniente Trévise - Michel Duchaussoy: General Villerieux - Arlette Gilbert: Valentine - Louis Lyonnet: Valentin - Charlotte Maury-Sentier: Cora Mabel - François Caron: Julien - Thierry Gimenez: ayudante - Frédérique Meininger: Madame Lebègue - Pierre Trabaud: Eugène Dilatoire - Jean-Roger Milo: Monsieur Lebègue - Catherine Verlor: monja - Jean-Christophe Lebert: enfermo - Bruno Thérasse: Rougeaud - Philippe Uchan: hombre sin piernas - Marion Loran: Solange de Boissancourt - Charlotte Kady: monja del hospital - Gabriel Cattand: Profesor Mortier - Patrice Ancel: mozo de la estación de Vezille-prin. - Christophe Odent: Poirleau - Christian Magnani: Catreux - Jean Champion: Lagrange - Philippe Deplanche: Lecordier - Michel Cassagne: Abel Masclé | - Frédéric Pierrot: Marcel - François Domange: Georges - Jean-Paul Comart: Fagot - Patrick Massieu: guarda del cementerio - Didier Harlmann: manchot - Pascal Elso: hombre ciego - Odile Cointepas: Madame Hannesson - Louba Guertchikoff: mujer de ojos azules - Jean-Claude Calon: soldado - Jean-Yves Gautier: Caporal - Gilles Janeyrand: suboficial - Nicolas Tronc: Soldado Lefèvre - Jérôme Frossard: Soldado - Michèle Gleizer: enfermera - Daniel Langlet: Monsieur Lohac - Adrienne Bonnet: Madame Lohac - Marcel Zanini: Léon - Marc Perrone: Pochin - Georges Staquet: sacerdote - Alain Frérot: Pelat - François Dyrek: Vergnes - Oswald d'Andrea: pianista Cora Mabel - Mickey Baker: banjo jazz - Sangoma Everett: batteur jazz - Bobby Few: pianista jazz - Stephen Potts: saxofonista jazz - Mike Zwerin: Jennings - Bruno Raffaelli: André Maginot - Éric Dufay: Soldado Thin |